# Theo Metzger
Theo Metzger Cella (Buenos Aires, 6 de febrero de 1999) es un baloncestista uruguayo nacido en la Argentina que se desempeña como ala-pívot en el Defensor Sporting de la Liga Uruguaya de Basquetbol.

## Trayectoria

### Clubes
| Club              | País      | Año             |
| ----------------- | --------- | --------------- |
| Malvin            | Uruguay   | 2016 - 2019     |
| 25 de Agosto      | Uruguay   | 2019            |
| Ferro             | Argentina | 2019 - 2022     |
| Larrañaga         | Uruguay   | 2022            |
| Aguada            | Uruguay   | 2022 - 2023     |
| Larrañaga         | Uruguay   | 2023            |
| Defensor Sporting | Uruguay   | 2023 - Presente |

## Selección nacional
Metzger jugó en el Campeonato Sudamericano de Baloncesto Sub-15 de 2014, en el Campeonato Sudamericano de Baloncesto Sub-17 de 2015 y en el Campeonato Sudamericano de Baloncesto Sub-21 de 2021 representando a su país.
Desde 2020 es parte del seleccionado absoluto de Uruguay.